# Velame (botânica)
Velame (do latim velamen que significa "vestimenta" ou "túnica"), em botânica,  é uma Epiderme multisseriada que ocorre em raízes áereas de orquídeas e aráceas e que consiste de várias camadas de consistências de pergaminho, de células mortas com paredes espessadas, os espessamentos podem ser densamente espiralados, reticulados ou pontuados.
Em períodos de seca, as células do velame enchem-se de ar, ficando com um brilho prateado, quando há chuvas, se tornam cheias de água.
O velame é encontrado em plantas parasitas, raízes aéreas de algumas orquídeas, e todas as epífitas e halófitas.